# Samuel Adler (compositore)
Samuel Hans Adler (Mannheim, 4 marzo 1928) è un compositore e direttore d'orchestra statunitense.

## Biografia
Adler nacque da una famiglia ebrea a Mannheim, in Germania, figlio di Hugo Chaim Adler, un cantore hazzan e compositore e Selma Adler. La famiglia fuggì negli Stati Uniti d'America nel 1939, dove Hugo divenne il cantore del Temple Emanuel Sinai a Worcester, nel Massachusetts. Sam seguì il padre nella professione musicale, laureandosi presso l'Università di Boston e l'Università Harvard (dove studiò con Aaron Copland, Paul Hindemith, Paul Pisk, Walter Piston e Randall Thompson e si guadagnò un M.A. nel 1950). Studiò direzione d'orchestra con Serge Koussevitzky a Tanglewood nel 1949. Adler ha ricevuto dottorati onorari dalla Southern Methodist e dalla Wake Forest University, il St. Mary's College of Notre Dame ed il St. Louis Conservatory of Music.

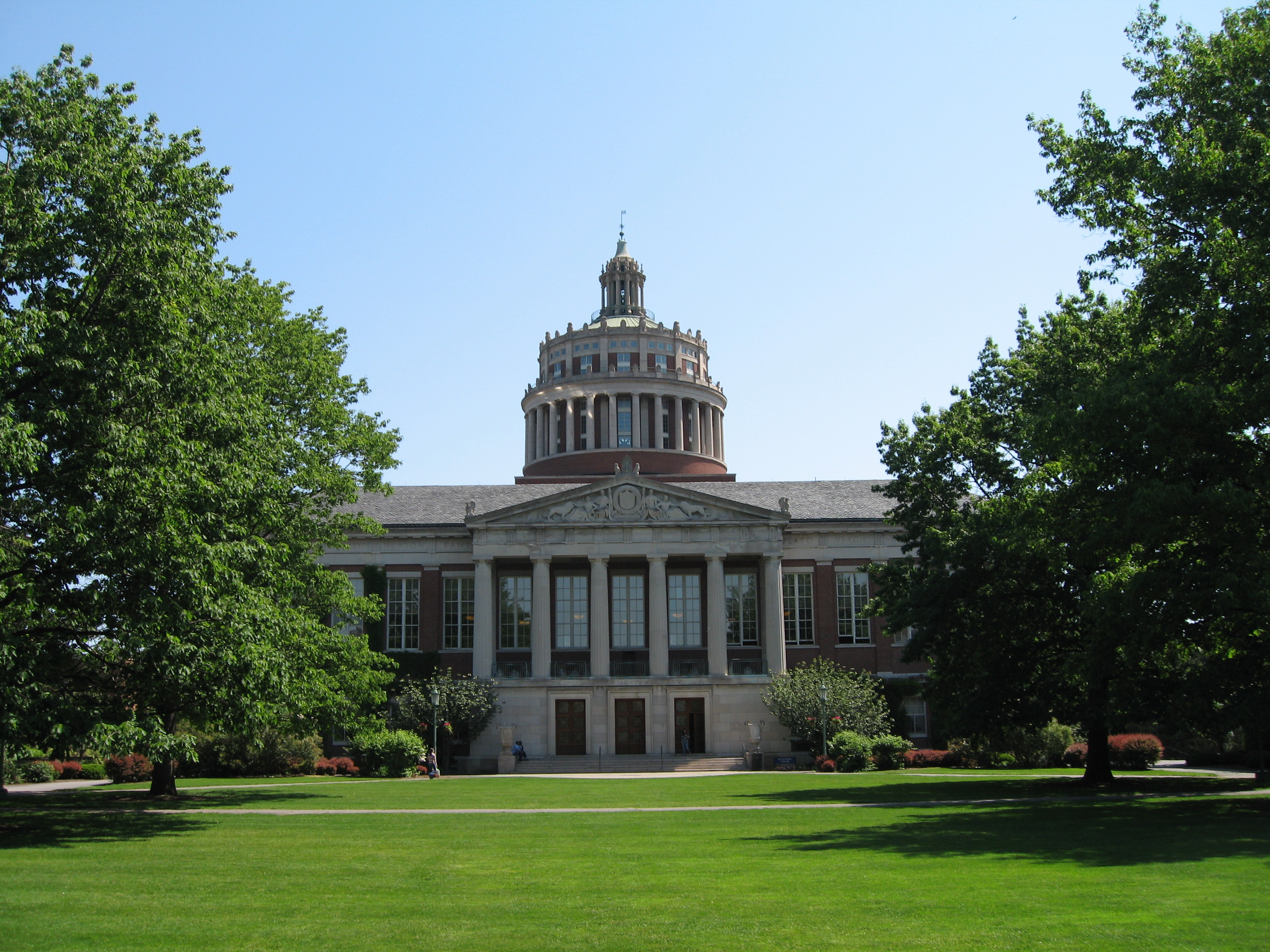
River Campus of the University of Rochester

Dopo aver completato i suoi studi accademici nel 1950, Adler si è arruolato nell'esercito degli Stati Uniti d'America. Durante questo periodo fondò la Seventh Army Symphony Orchestra (1952) in Germania, che servì a dimostrare il patrimonio culturale condiviso degli U.S.A. e dell'Europa nel secondo dopoguerra attraverso la diplomazia culturale. Fu insignito della Citation of Excellence dell'esercito per i suoi servizi nel 1953.  Accettò un posto come direttore musicale al Temple Emanu-El di Dallas, in Texas, iniziando il suo incarico nel 1953. Nel tempio di Dallas formò un coro di bambini e uno di adulti. Dal 1954 al 1958 Adler diresse il Lyric Theatre di Dallas. Dal 1957 al 1966 fu professore di composizione presso l'Università del North Texas College of Music. Tra il 1966 e il 1995 fu professore di composizione presso la Eastman School of Music - l'Università di Rochester. Dal 1997 è membro della facoltà di composizione della Juilliard e, per l'anno 2009-10, si è aggiudicato la cattedra della William Schuman Scholars.

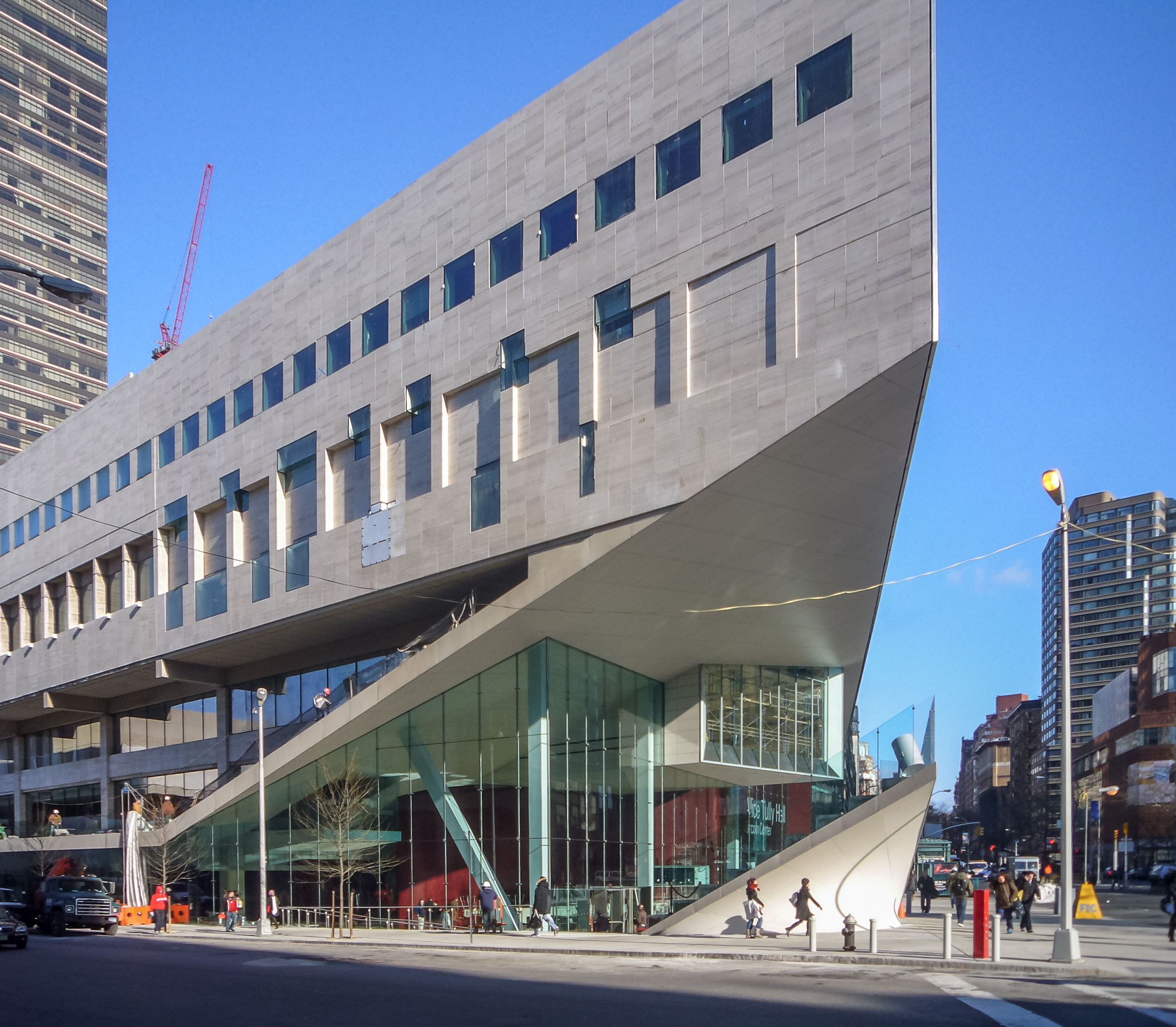
Juilliard School - Alice Tully Hall

È anche autore di tre libri, Choral Conducting (Holt Rinehart e Winston 1971, seconda edizione Schirmer Books 1985), Sight Singing (WW Norton 1979, 1997) e The Study of Orchestration (WW Norton 1982, 1989, 2001, edizione a cura di Lorenzo Ferrero per la EDT Srl Torino, 2008). Ha anche contribuito con numerosi articoli a importanti riviste, libri ed enciclopedie pubblicati negli Stati Uniti e all'estero. Adler ha anche riflettuto su sei decenni di insegnamento nelle sue memorie Building Bridges with Music: Stories from a Composer's Life, pubblicato da Pendragon Press nel 2017.
Nel corso dei decenni l'eredità musicale di Adler è stata interpretata da numerosi complessi orchestrali tra cui: Cleveland Chamber Symphony, Esterhazy Quartet, Latvian National Symphony Orchestra, Brandenburgisches Staatsorchester Frankfurt e la Philharmonia Bowling Green. Gli spettacoli delle sue composizioni sono stati registrati presso diverse case discografiche tra cui: Albany Records, Linn Records, Navona Records e Naxos Records.
Samuel Adler è sposato con Emily Freeman Brown che attualmente è la Direttrice Musicale e Conduttrice della Bowling Green Philharmonia.

## Stile di composizioni
I musicologi hanno notato che le opere di Adler incorporano una vasta gamma di tecniche compositive tra cui: libera atonalità, diatonismo e serialismo. Inoltre, è riconosciuto per l'intreccio di ritmi di danza, temi popolari, ostinati e dispositivi associati a musica aleatoria in tutte le sue partiture.

## Premi
Adler ha ricevuto numerosi premi, tra cui l'iscrizione all'American Academy di Berlino e l'Institute of Arts and Letters assegnato nel maggio 2001, il Charles Ives Award, il Lillian Fairchild Award, ecc. Nel maggio 2003 gli è stato offerto il Premio Aaron Copland dall'ASCAP per Lifetime Achievement in Music (Composizione e insegnamento). Nel 2008 è stato inserito nella American Classical Music Hall of Fame. Nel 1999 è stato eletto all'Accademia delle arti, a Berlino, per un distinto servizio alla musica. Nel 1983 ha vinto il Deems Taylor Award per il suo libro sull'orchestrazione. Nel 1984 è stato nominato membro onorario dell'University College in Cardiff, in Galles e ha ricevuto una Guggenheim Fellowship per il 1984-85. È stato MacDowell Fellow per cinque anni tra il 1954 e il 1963. Nel 1986 ha ricevuto il "Distinguished Alumni Award" dalla Università di Boston.
L'Associazione nazionale degli insegnanti di musica ha scelto Adler come "Compositore dell'anno 1986-87" per Quintalogues, che ha vinto la competizione nazionale. Nell'anno 1988-89 fu designato "Phi Beta Kappa Visiting Scholar". Nel 1989 ha ricevuto il premio Eisenhart della Eastman School of Music per insegnamento distinto e gli è stato conferito l'onore di Compositore dell'anno (1991) per la Gilda degli organisti americani. Durante la sua seconda visita in Cile, Adler è stato eletto all'Accademia cilena di belle arti (1993) "per il suo eccezionale contributo al mondo della musica come compositore, direttore d'orchestra e autore". Fu iniziato come membro onorario della Gamma Theta (1960, Università del Nord del Texas) e dell'Alpha Alpha (1966, National Honorary) del consiglio della Phi Mu Alpha Sinfonia, e nel 1986 fu nominato National Arts Associate to Sigma Alpha Iota, fraternità musicale internazionale per le donne. Nel 1998 è stato insignito della Commissione Brock dall'American Choral Directors Association. Nel maggio 2018 Adler ha vinto il Ordine al merito di Germania.

## Lavori
Il catalogo di Adler include oltre 400 opere pubblicate su tutti i media, tra cui cinque opere, sei sinfonie, dieci quartetti d'archi, almeno undici concerti (organo, piano, violino, viola o clarinetto, violoncello, flauto, chitarra, quartetto di sassofoni, quintetto di fiati), molte opere orchestrali più brevi, opere per gruppi di fiati e banda, musica da camera, una grande quantità di musica corale e canzoni.

### Strumentale solista
- Four Composer Portraits (Birthday Cards per Solo Piano), per pianoforte solo
- Bassoonery (Study per Bassoon Solo), per fagotto non accompagnato (1965)
- A Bonnie Tune (A Scherzo per Solo Flute), per flauto non accompagnato (2012)
- Bravura (A Concert Piece per Bass Trombone), per trombone basso non accompagnato (2012)
- Bridges to Span Adversity, per clavicembalo (1991)
- Cantilena, per corno francese solo (2018)
- Canto III, per violino solo
- Canto V
- Canto VIII, per piano solo (1976)
- Clarinon, per clarinetto in re bemolle non accompagnato
- Fantasy, per piano solo (2014)
- Festschrift per piano solo
- Flaunting, per flauto non accompagnato
- From Generation to Generation, per organo solo
- In Memory of Milton, per violino solo (2012)
- In Praise of Bach, per organo solo (2003)
- Meadowmountetudes (Four Studies Of 20th-Century Techniques), per violino solo (1996)
- Oboration, per oboe non accompagnato (1965)
- The Sense of Touch (Otto pezzi brevi che introducono il giovane pianista alle tecniche utilizzate nella musica del ventesimo secolo), per piano solo (1983)
- Solemn Soliloquy, per violino solo (2015)
- Sonata, per chitarra sola (1990)
- Sonata, per clavicembalo (1984)
- Three Piano Preludes, per piano solo
- Thy Song Expands My Spirit (Un tributo ad Aaron Copland per il suo 80º Compleanno), per piano solo (1983)
- Two Meditations, per organo (1965)

### Gruppo da camera
- 5 Movements
- Acrostics (Four Games per Six Players)
- Be Not Afraid: The Isle Is Full Of Noises, per quintetto di ottoni
- Brahmsiana
- Caccia, per due flauti
- Concert Piece
- Contrasting Inventions
- Diary Of A Journey
- Divertimento
- Divertissement, per viola e marimba
- Divertissement, per violino e marimba
- Festival Fanfare e Dance, per gruppo di ottoni
- Fidl-Fantazye: A Klezmer Concerto, per violino e piano (2017)
- Four Dialogues per Euphonium, per euphonium e marimba
- Into The Radiant Boundaries, per viola e chitarra
- Introit & Toccatina
- L'Olam Vaed, per violoncello e piano
- Let The Trumpet Sound, per tromba e organo (2015)
- Life Is an Ecstasy, per tromba e organo (2017)
- Pasiphae, per piano e percussioni
- Pensive Soliloquy, per sassofono contralto in mi bem. e piano (1998)
- Ports Of Call, per duetto di violini
- Praeludium
- Primavera Amarilla
- Quintet, per piano e quartetto d'archi
- Recitative and Rondo Capriccioso, per flauto e piano (2014)
- Romp, per quartetto d'archi
- Scherzo Schmerzo, per tromba, corno, trombone, tuba, e percussioni
- Quartetto d'archi No. 6 (A Whitman Serenade per voce media e quartetto d'archi)
- Sonata, per corno e piano
- Sonata, per flute e piano (2006)
- Sonata, per viola e piano (1987)
- Quartetto d'archi No. 9
- Quartetto d'archi No. 10
- Three Pieces, per violoncello e piano (2016)
- Time in Tempest Everywhere
- Trio ("5 Snapshots"), per trio d'archi
- Trumpetry
- Two Southern Appalachian Folk Songs, per violino e piano (2014)

### Vocale/coro
- Five Choral Scherzi, per coro misto, viola, e chitarra
- In Praise Of Labor, per voce e piano
- Jonah (The Man Without Tolerance), per coro SATB e orchestra
- Nuptial Scene
- Of Love and Dreams, per voce e piano (2018)
- Of Saints & Sinners-Mez
- Passionate Sword-Fl/Cl
- A Psalm Trilogy, per coro SATB cappella (1997)
- Recalling The Yesterdays, per mezzosoprano, flauto, clarinetto, violino, violoncello, piano, e percussioni
- Serenade
- Sixth String Quartet
- Song Of Songs Fragments, per mezzosoprano, clarinetto, e piano
- Those Were The Days, per voce e piano
- Two Shelley Songs, per coro SATB e piano (1982)
- To Remember: To Be Remembered
- Todesfuge, per voce di tenore e piano
- We Believe A Hymn Of Faith

### Orchestra
- All Nature Plays
- American Airs and Dances
- Art Creates Artists
- A Bridge to Understanding
- Centennial
- Drifting on Wind and Currents
- Elegy, per orchestra d'archi
- In Just Spring
- In The Spirit Of Bach, per orchestra d'archi (2015)
- Jonah (The Man Without Tolerance), per coro SATB e orchestra
- Man Lebt Nur Einmal (Darum Tanzen Wir), per grande orchestra
- Serenade
- Sette variazioni su God Save the King, per piccola orchestra da camera
- Shadow Dances
- Show An Affirming Flame
- Sinfonia n. 1
- Sinfonia n. 2
- Sinfonia n. 6
- Time in Tempest Everywhere, per soprano, oboe, e orchestra da camera
- We Believe: A Hymn of Faith

### Orchestra con solista(i)
- Arcos Concerto (Un ponte tra il vecchio e il nuovo), per flauto, oboe, clarinetto, fagotto e orchestra d'archi
- Beyond the Pale (A Portrait of a Klezmer), per clarinetto e orchestra d'archi
- Concerto, per violoncello e orchestra (1999)
- Concerto, per viola e orchestra (2002)
- Concerto, per violino e orchestra (2015)
- Concerto "Shir Ha Ma'alot", per quintetto di fiati e orchestra
- Concerto per Chitarra e Orchestra (1998)
- Concerto per Corno e Orchestra
- Concerto per Organo e Orchestra
- Concerto No. 2, per piano e orchestra (1996)
- Fidl-Fantazye: A Klezmer Concerto, per violino e orchestra
- Lux Perpetua, per organo e orchestra
- Piano Concerto n. 2
- Piano Concerto n. 3, per piano e orchestra d'archi
- Second Piano Concerto
- Those Were the Days

### Banda/gruppo di fiati
- American Airs and Dances
- Concerto per chitarra e gruppo di fiati
- Concerto per fiati, ottoni e percussioni
- Dawn to Glory
- A Little Night and Day Music (1977)
- Pygmalion
- The River That Mines the Silences of Stones (2016)
- Rogues and Lovers
- Serenata Concertante, per flauto, oboe, clarinetto, fagotto, sassofono contralto e gruppo di fiati
- Solemn March

### Lavori teatrali
- The Outcast of Poker Flat, 1959, musica lirica, messo in scena Dallas, Aprile 1961
- The Wrestler, 1971, musica lirica, messo in scena Dallas, Giugno 1972
- The Disappointment, 1974, musica lirica [ricostruzione di un'antica opera di ballata]
- The Lodge of Shadows, dramma in musica per baritono solo, ballerini e orchestra
- The Waking

### Musica liturgica
- B'shaaray Tefilah: A Sabbath Service (1963), per cantore, SATB e organo[21]
- Call to Worship (1995), per cantore, SATB e organo
- Haskivenu (1981), per cantore, SATB, e organo
- L'cha Dodi (1984), per solo, SATB, organo e flauto
- Ma Tovu (2011), per tenore, SATB e organo
- Psalm 24 (2003), per SATB e organo
- Psalm 40, per SATB e organo
- Psalm 67, per SATB e organo
- Psalm 96, per SATB e organo
- Psalm 146 (1985), for SATB e organo
- Shir Chadash - A Friday Eve Service, per organo e coro a tre voci (SAB)
- The Twenty-Third Psalm - Hebrew and English (1981), per tenore, SATB e organo
- Yamim Naraim I and II - A Two-Volume Anthology for the High Holy Days (1990-91), per cantore, SATB e organo

## Studenti degni di nota
Dal 1997 è membro della facoltà di composizione della Juilliard School di New York. Tra i suoi studenti di maggior successo ci sono i compositori Fisher Tull, Kamran Ince, Eric Ewazen, Claude Baker, Marc Mellits, Robert Paterson, Gordon Stout, Chris Theofanidis, Michael Glenn Williams, Gordon Chin e Roger Briggs.